# New Almaden (Californie)
New Almaden est un secteur non constitué en municipalité du comté de Santa Clara, en Californie, en périphérie sud-ouest du centre-ville de San José. Il a un code ZIP — 95042 — depuis l'ouverture du bureau de poste en 1948. Il est connu pour être le secteur dans lequel Pat Tillman a grandi pendant son enfance.